# Burlington (Pensilvania)
Burlington es un borough ubicado en el condado de Bradford en el estado estadounidense de Pensilvania. En el año 2000 tenía una población de 182 habitantes y una densidad poblacional de 117 personas por km².

## Geografía
Burlington se encuentra ubicado en las coordenadas 41°46′58″N 76°36′31″O / 41.78278, -76.60861.

## Demografía
Según la Oficina del Censo en 2007 los ingresos medios por hogar en la localidad eran de $36,250 y los ingresos medios por familia eran $33,750. Los hombres tenían unos ingresos medios de $28,542 frente a los $17,500 para las mujeres. La renta per cápita para la localidad era de $15,951. Alrededor del 14.8% de la población estaba por debajo del umbral de pobreza.